# Haft Chenar
 Haft Chenar  est un quartier de l’ouest de Téhéran, capitale de l’Iran. Un musée de la vie sauvage se trouve dans ce quartier.